# Борисівська волость (Острозький повіт)
Борисівська волость — історична адміністративно-територіальна одиниця Острозького повіту Волинської губернії Російської імперії. Волосний центр — село Борисів.

## Історія
На межі ХІХ-ХХ ст. волость у повному складі увійшла до складу сусідньої Плуженської волості.

## Адміністративний поділ
Станом на 1885 рік складалася з 9 поселень, 5 сільських громад. Населення — 5171 особа (2616 чоловічої статі та 2555 — жіночої), 429 дворових господарств.
|                     | Площа, десятин | У тому числі орної, дес. |
| ------------------- | -------------- | ------------------------ |
| Сільських громад    | 3978           | 2895                     |
| Приватної власності | 3672           | 2189                     |
| Казенної власності  | —              | —                        |
| Іншої власності     | 138            | 92                       |
| Загалом             | 7788           | 5176                     |

Основні поселення волості:
- Борисів — колишнє власницьке село за 20 верст від повітового міста, 1750 осіб, 230 дворів, православні церкви, 3 постоялих будинки, винокурний завод.
- Більчин — колишнє власницьке село, 604 особи, 65 дворів, православна церква.
- Гнійниця — колишнє власницьке село, 760 осіб, 92 двори, православна церква, школа, 3 водяних млини, винокурний завод.
- Сторониче — колишнє власницьке село, 55 осіб, 6 дворів, постоялий будинок, винокурний завод.